# Mimodorus decempunctatus
Mimodorus decempunctatus är en insektsart som beskrevs av Rauno E. Linnavuori 1955. Mimodorus decempunctatus ingår i släktet Mimodorus och familjen dvärgstritar. Inga underarter finns listade i Catalogue of Life.